# Georg Papperitz

Georg Papperitz

Friedrich Georg Papperitz (* 3. August 1846 in Dresden; † 26. Februar 1918 in München) war ein deutscher Maler, Dichter und Bildhauer.

## Leben
Papperitz war der Sohn des Landschaftsmalers Gustav Friedrich Papperitz (* 27. Januar 1813 in Dresden; † 16. Januar 1861 ebenda). Er kam durch seinen Vater schon früh mit der Kunst in Berührung und konnte weitere Eindrücke bei dessen Bekannten sammeln, zu denen die Künstler Ernst Hähnel, Julius Hübner Robert Reinick, Ludwig Richter oder Johannes Schilling gehörten. Er studierte von 1861 bis 1864 an der Kunstakademie Dresden und nach einer Phase privater Studien von 1866 bis 1868 an der Antwerpener Akademie, wo ihn die Werke von Rubens und van Dyck beeindruckten. Es folgte ein siebenmonatiger Aufenthalt in Paris. 1870 zog er nach München und wurde sogleich als Soldat im Deutsch-Französischen Krieg eingezogen. nach dem Ende des Krieges ließ er sich in München nieder. Studienreisen führten ihn nach Paris, London, Holland, in die Schweiz sowie nach Italien. Nachdem er vorwiegend historische und mythologische Themen verarbeitet hatte, wie in dem Werk Ankunft in der Unterwelt, wandte er sich in seinen reifen Jahren der Porträtmalerei zu. Daneben schrieb er auch Gedichte. Im Jahr 1896 wurde er zum königlichen Professor ernannt.

## Werke
- In der Dämmerung. Gedichte. München 1887.

Gemälde (Auswahl)
- Ankunft in der Unterwelt (um 1881)
- Kreuztragung[2]
- Kreuzabnahme (1885)[3]
- Ausgehendes Gestirn (1886, Madonna mit Jesuskind)[2]
- S. K. H. Prinzregent Luttpold von Bayern (1899, Luitpold von Bayern)[2]
- Seine Königliche Hoheit Prinz-Regent Luitpold von Bayern (1905)[4]